# Wislikofen
Wislikofen es una comuna suiza del cantón de Argovia, situada en el distrito de Zurzach. Limita al norte con la comuna de Rümikon, al este con Fisibach, al sureste con Siglistorf, al sur con Schneisingen y Lengnau, al suroeste con Böbikon, y al noroeste con Mellikon.

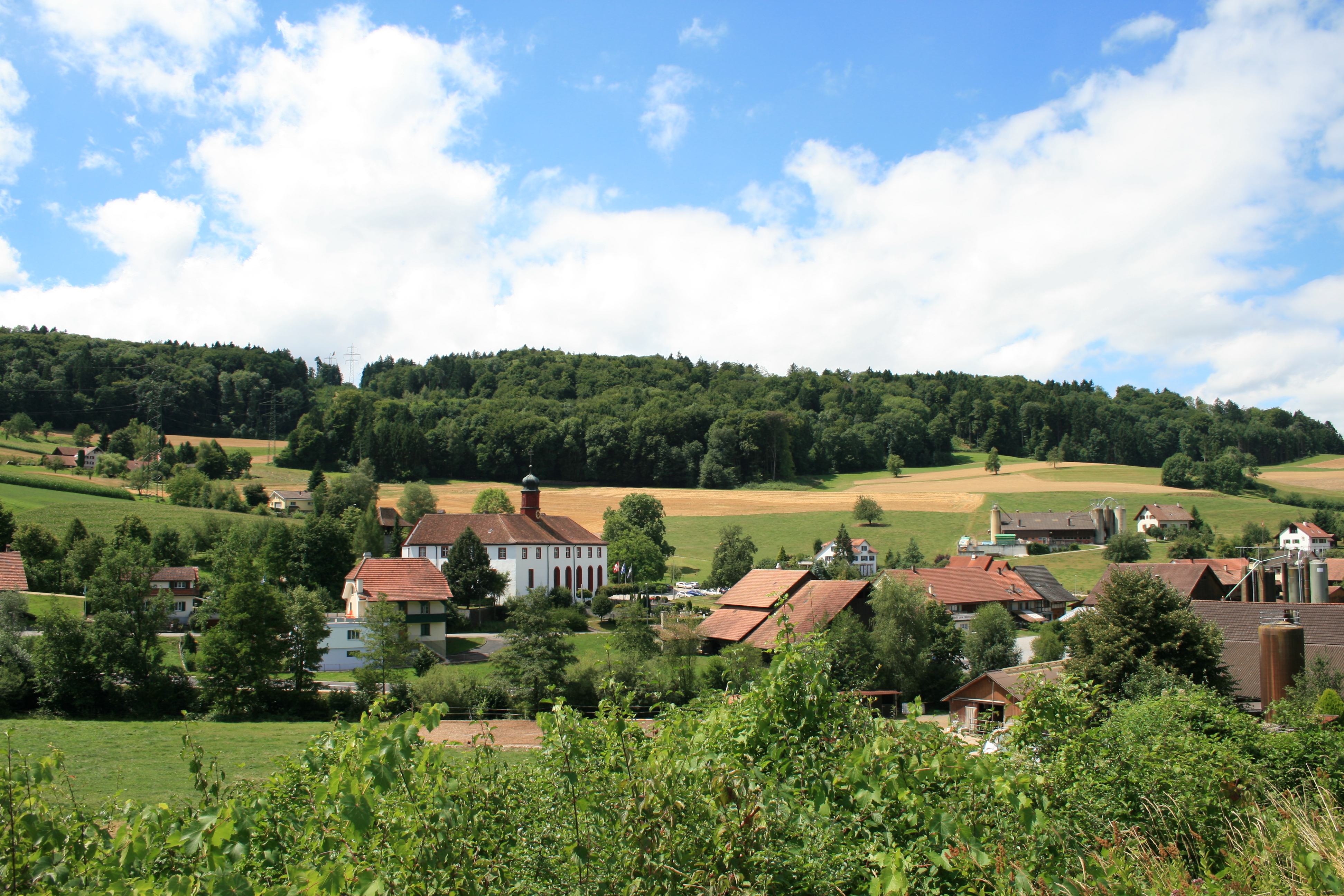
Wislikofen.